# Devon rex
Devon Rex je krátkosrsté plemeno kočky domácí. O jeho vznik se zasloužila Beryl Coxová z anglického hrabství Devon, plemeníkem bylo kotě toulavé kočky. ACFA devona rexe uznala v roce 1972, CFA o jedenáct let později. Tělo plemene je mohutné, ocas středně dlouhý, krk krátký a uši dlouhé. Hustá kadeřavá srst může mít širokou škálu barev.
Devoni těžce nesou samotu, proto je lepší mít alespoň dva